# 大龍新城國宅
大龍新城國宅社區，位於臺灣臺北市大同區重慶里、西臨重慶北路三段、東臨哈密街59巷，2015年11月即已開始舊的大龍新城國宅拆除，2016年11月完成連續壁，2017年3月開工，2019年10月24日完工。